# Portulacaria afra
Portulacaria afra és una planta suculenta de fulles petites trobada a Sud-àfrica.

## Descripció
És un arbust de planta tova, semiperennifoli dret o arbre petit, generalment 2,5-4,5 metres d'altura. Semblant en aparença a la planta de jade (Crassula ovata; família de les crassulàcies), la Portulacaria afra té coixinets més petits i més rodons i de creixement més compacte (espais internodals més curts, fins a 1,5 mm). És molt més resistent, de creixement més ràpid, més lliurement ramificat, i té branques més fines i afilades que la Crassula un cop establert.
Dins el gènere Portulacaria s'ha demostrat que és un valor atípic, relativament sense relació amb les altres espècies en el gènere, els quals estan restringits a intervals petits en l'àrid extrem oest de l'Àfrica meridional.

## Distribució i hàbitat
Està molt estesa a l'est de Sud-àfrica (inclòs Eswatini). En aquest clima humit, és relativament rar, i tendeix a afavorir els afloraments rocosos i els vessants secs.
També es troba en un nombre molt més dens a la zona seca del sud de la província del Cap. Aquí passa des del Little Karoo del Cap Occidental, cap a l'est fins a la vegetació del matoll del Cap Oriental. La Portulacaria afra es troba més prolíficament en els matollars d'Albany, una ecoregió forestal, que localment es diu sovint noorsveld, després del gran nombre d'espècies de suculentes d'Euphorbia, que sovint es diuen plantes noors.

## Cultiu i usos

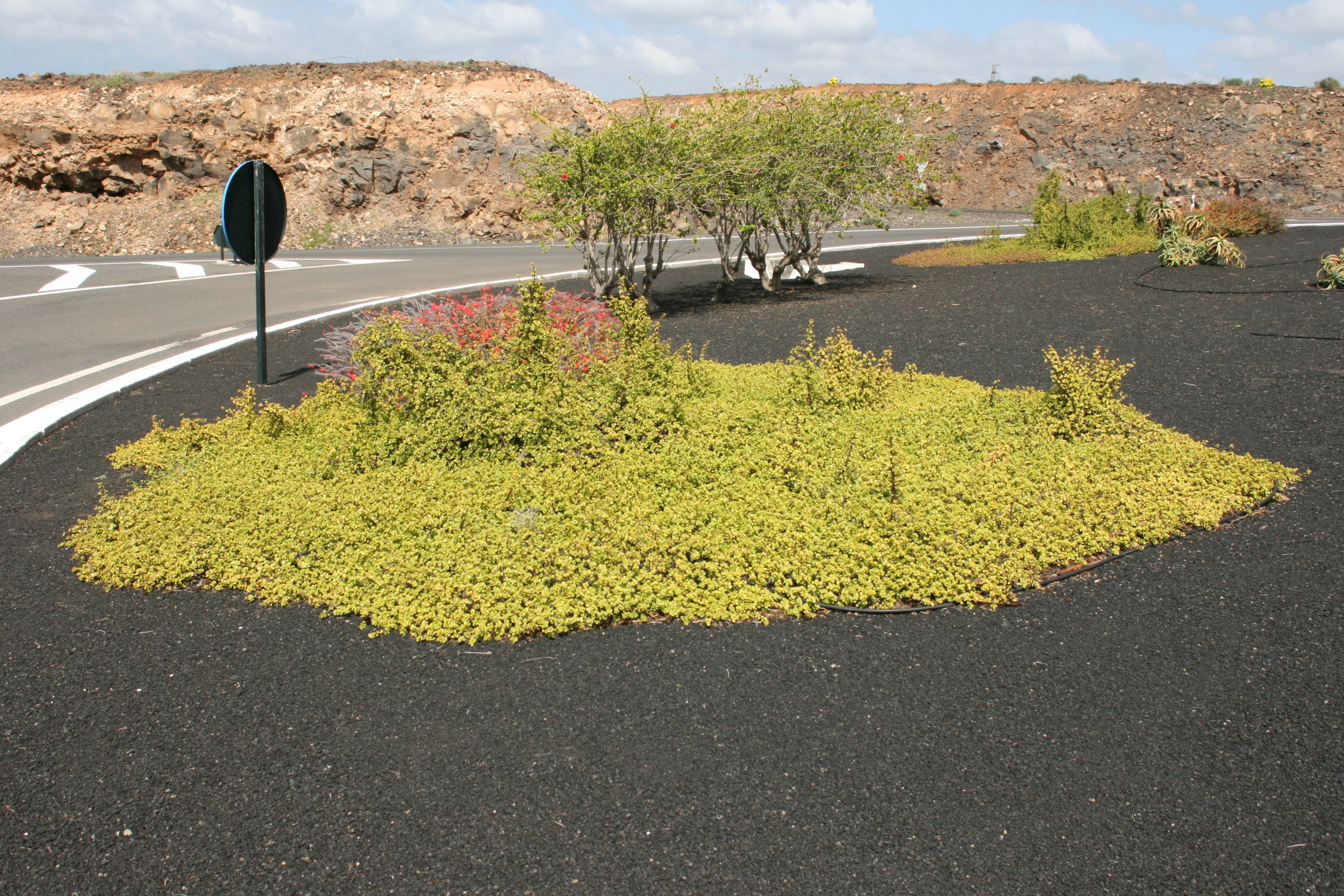
Varietat decumbent "Prostrata".

A les zones silvestres de Sud-àfrica, les plantes grans sobreviuen a les gelades d'hivern en créixer prou denses com per a proporcionar la seva pròpia cobertura natural. Resistent a la sequera i resistent al foc, endurarà el sol i la calor del desert un cop establerts, cosa que la planta de jade no pot fer. Els talls d'estaca arrelen molt fàcilment en la majoria dels suports per a testos.

### Ornamental

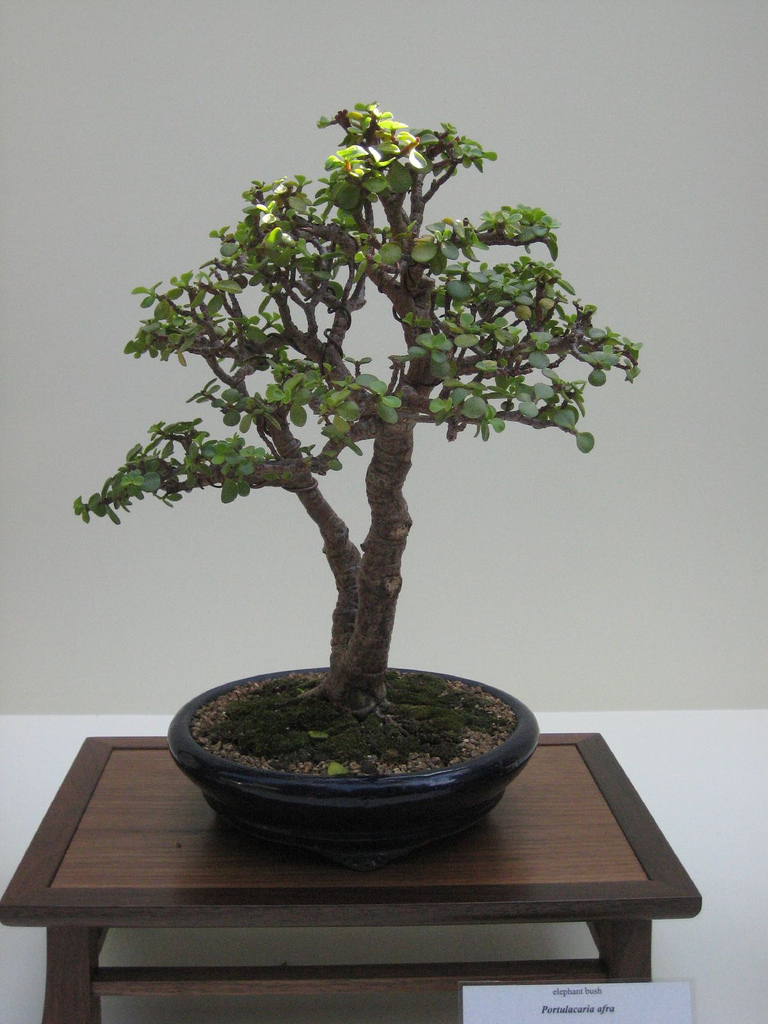
P. afra cultivat com un bonsai

És popular com un bonsai d'interior, i com una planta resistent en xerojardineria.
Hi ha diverses varietats - alguns criats en el cultiu, altres d'origen natural:
- Limpopo: una varietat amb fulles molt més grans. És la forma natural des de l'extrem nord de la seva àrea de distribució.
- Prostrata: una forma baixa, decumbent que s'utilitza amb freqüència com una coberta de terra.
- Aurea: una forma compacta, en posició vertical amb fulles arrodonides que van de color groc brillant al sol.
- Foliis variegatus: una forma compacta.
- Medio-picta: bigarrat amb un centre més clar.

I hi ha dues formes variegades cultivars de l'espècie:
- Tricolor: amb fulles grogues bigarrades i parcialment rosades
- Variegata: amb fulles tenyides de groc i brots més prims que l'espècie

### Font d'aliment
Al sud d'Àfrica és un aliment comú, generalment com a component d'una amanida o una sopa.

### Segrest del carboni
És capaç de la fixació del carboni C3 o CAM, depenent de factors com l'estació i l'edat de les fulles.